# La Côte-de-Beaupré
A Regionalidade Municipal do Condado de La Côte-de-Beaupré está situada na região de Capitale-Nationale na província canadense de Quebec. Com uma área de quase cinco mil quilómetros quadrados, tem uma população de cerca de vinte e duas pessoas sendo comandada pela cidade de Château-Richer. Ela é composta por 11 municipalidades: 3 cidades, 3 municípios, 3 freguesias e 2 território não organizado.

## Municipalidades

### Cidades
- Beaupré
- Château-Richer
- Sainte-Anne-de-Beaupré

### Municípios
- Boischatel
- Saint-Ferréol-les-Neiges
- Saint-Tite-des-Caps

### Freguesias
- L'Ange-Gardien
- Saint-Joachim
- Saint-Louis-de-Gonzague-du-Cap-Tourmente

### Território não organizado
- Lac-Jacques-Cartier
- Sault-au-Cochon